# The Jakarta Post
The Jakarta Post is een Engelstalige krant in Indonesië. Met een oplage van ongeveer 40.000, is het een van de grootste Engelstalige kranten van Indonesië. De eigenaar is PT Bina Media Tenggara en het hoofdkantoor staat in de hoofdstad Jakarta. De eerste editie was op 25 april 1983.
De geschiedenis van de krant gaat terug tot een gesprek midden 1982 tussen the minister van Informatie Ali Moertopo en Mr. Jusuf Wanandi, vertegenwoordiger van de overheidsgezinde krant Suara Karya. Minister Moertopo opperde de mogelijkheid om een Engelstalige krant te lanceren om het Indonesische perspectief te belichten. Dit om als tegengewicht te dienen voor de in zijn ogen ongebalanceerde westerse media.